# The Manxman
The Manxman is een Britse stomme film uit 1929, geregisseerd door Alfred Hitchcock. De film is gebaseerd op een roman van Hall Caine. De hoofdrollen worden vertolkt door Carl Brisson, Malcolm Keen en Anny Ondra.

## Verhaal
De film draait om twee jeugdvrienden; een arme visser genaamd Peter Quilliam en een advocaat genaamd Philip Christian. Beiden wonen in een dorp op het eiland Man. Pete is verliefd op Kate, maar haar vader verbiedt hun huwelijk vanwege Pete’s armoede. Pete besluit daarom naar Afrika te gaan in de hoop daar rijk te worden, en vraagt Philip om zo lang op Kate te letten.
Tijdens Pete’s afwezigheid worden Kate en Philip verliefd. Wanneer de twee horen dat Pete zou zijn omgekomen, maken ze plannen voor hun huwelijk. Het nieuws blijkt echter vals, want Pete keert op een dag als rijk man terug naar het eiland. Kate’s vader geeft hem nu toestemming met Kate te trouwen. Kate en Philip willen Pete niet kwetsen, dus verzwijgen ze hun relatie en trouwt Kate met Pete. Tijdens de huwelijksceremonie benadrukt Kate’s vader de plichten van een huwelijk.
Kate en Pete krijgen samen een dochter, maar Kate verlangt nog steeds naar Philip. Kate kan op een gegeven moment haar gevoelens niet meer onderdrukken en besluit met Philip te vertrekken. Haar dochter laat ze bij Pete achter. Philip wil het eiland echter niet verlaten daar hij in aanmerking komt voor de positie van Deemster, de hoogste rechter op het eiland. Gefrustreerd probeert Kate zelfmoord te plegen; een misdaad op het eiland. Ze moet zich uitgerekend voor Philip, die net begint aan zijn eerste dag als Deemster, verantwoorden. Philip wil haar niet veroordelen, en staat toe dat Pete haar meeneemt. Kate weigert met Pete mee te gaan, wat voor haar vader het bewijs is dat Philip en zij een relatie hebben. Philip geeft dit toe en verlaat de rechtbank.
In de slotscène maken Philip en Kate zich klaar om het eiland te verlaten. Eerst gaan ze nog langs Pete’s huis om de baby op te halen. Terwijl Kate de baby oppakt, staan Pete en Philip zwijgend aan weerszijden van de kamer. Zodra Philip en Kate vertrekken, onder luid gejuich van de dorpelingen, kan Pete zijn emoties echter niet langer de baas daar hij nu alles kwijt is.

## Rolverdeling
| Acteur          | Personage        |
| --------------- | ---------------- |
| Carl Brisson    | Pete Quilliam    |
| Malcolm Keen    | Philip Christian |
| Anny Ondra      | Kate Cregeen     |
| Randle Ayrton   | Caesar Cregeen   |
| Clare Greet     | Mother           |
| Kim Peacock     | Ross Christian   |
| Nellie Richards | Wardress         |
| Wilfred Shine   | Doctor           |
| Harry Terry     | Man              |

## Achtergrond
The Manxman  was Hitchcocks laatste stomme film. Met zijn volgende film, Blackmail, maakte hij de overstap naar geluidsfilms. De film werd bijna geheel opgenomen in het vissersdorpje Polperro in Cornwall. Hitchcock begon met de productie amper twee weken na de geboorte van zijn dochter, Patricia Hitchcock.
In 2005 kocht Canal+ de rechten op de film. In 2007 bracht Lionsgate Home Entertainment een geremasterde versie van de film uit op dvd.